# Forum Copenhagen
Le Forum Copenhagen est une salle de spectacle se trouvant à Frederiksberg à proximité de Copenhague.
Elle a accueilli la première édition du Concours Eurovision de la chanson junior en 2003.

## Galerie

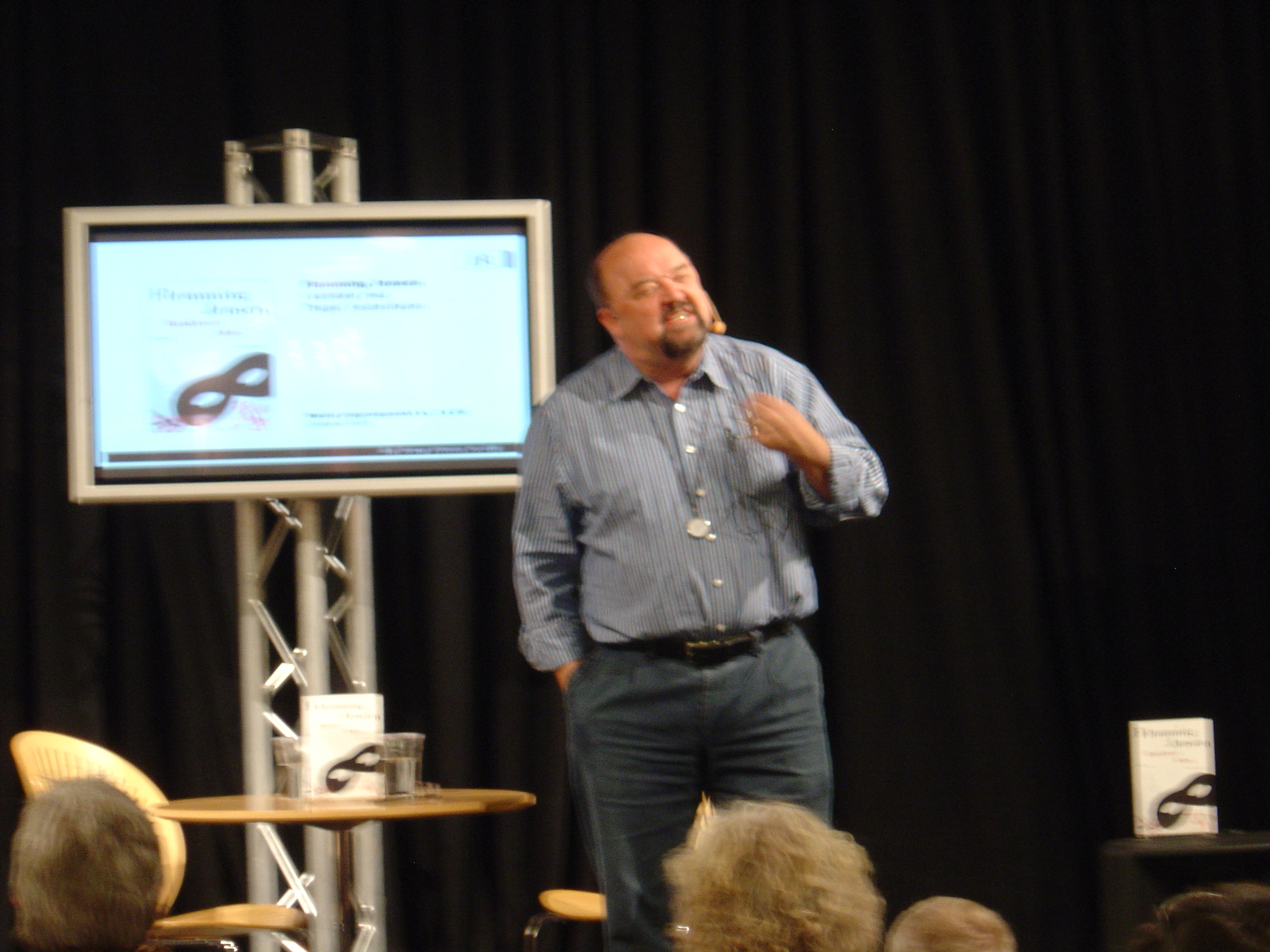
Flemming Jensen.